# معركة قطسيفون (263)
وقعت معركة قطسيفون في عام 263 بين الإمبراطورية الساسانية وجيش تدمر بقيادة الملك أذينة (كانت تدمر آنذاك دولة حليفة لروما وجزءً رسميًا من الإمبراطورية الأخيرة). وبعد هزيمة الساسانيين وخسارة سوريا وكبادوكيا للإمبراطورية الرومانية على أيدي أذينة وباليستا؛ غزا ملك تدمر بلاد ما بين النهرين ووقف عند أسوار قطسيفون ودمر المنطقة المحيطة بها، لكنه لم يستطع غزوها. أجبرت المشاكل اللوجستية للقتال في أراضي العدو التدمريين على ترك الحصار حاملين معهم العديد من الأسرى والغنائم. تم إرسال السجناء إلى روما، مما جعل الإمبراطور الروماني غالينوس يقيم احتفال انتصار.